# فلاستيميل هورفاث
فلاستيميل هورفاث (بالتشيكية: Vlastimil Horváth)‏ هو مغني تشيكي، ولد في 18 أكتوبر 1977 في Čerčany ‏ في التشيك.

## وصلات خارجية
- الموقع الرسمي
- فلاستيميل هورفاث على موقع IMDb (الإنجليزية)
- فلاستيميل هورفاث على موقع ميوزك برينز (الإنجليزية)
- فلاستيميل هورفاث على موقع ديسكوغز (الإنجليزية)
- فلاستيميل هورفاث على موقع قاعدة بيانات الفيلم (الإنجليزية)